# Maria Leon Miłkowski
Józef Maria Leon Miłkowski (ur. 31 maja 1873 w Suchyni, zm. 30 maja 1947 w Nowej Sobótce) – kapłan mariawicki, proboszcz strykowski w latach 1906–1923 oraz 1929–1934, proboszcz w Nowej Sobótce i Kadzidłowej w latach 1935–1947. 

## Życiorys
Urodził się 31 maja 1873 w miejscowości Suchynia koło Kraśnika w rodzinie szlacheckiej herbu Abdank, wywodzącej się z Miłkowa. Rodzice Jan i Aniela Szymańska, małżonkowie Miłkowscy, byli dzierżawcami folwarku w dobrach Ordynacji Zamoyskich. Ukończył 7 klas gimnazjum klasycznego i Seminarium Duchowne w Lublinie.
Do Zgromadzenia Kapłanów Mariawitów pozyskany został przez kapłana Romana Marię Jakuba Próchniewskiego, profesora Seminarium. Święcenia kapłańskie otrzymał w 1897 w katedrze lubelskiej od biskupa Franciszka Jaczewskiego. W tym samym roku poznał siostrę Marię Franciszkę Kozłowską. Nowicjat z Zgromadzeniu Kapłanów Mariawitów rozpoczął 11 listopada 1897 w Lublinie i tu rok później, 21 listopada 1898 wykonał profesję. Wieczyste śluby zakonne złożył 8 grudnia 1900 w kościele podominikańskim w Lublinie na ręce ojca Ignacego Marii Tomasza Kłopotowskiego, ówczesnego przełożonego Zgromadzenia Kapłanów Mariawitów w Lublinie. Niedługo potem został rektorem kościoła św. Mikołaja na Czwartku, dzielnicy Lublina.
Po rozłamie z Rzymem opowiedział się za mariawityzmem. W 1906 został proboszczem parafii mariawickiej w Strykowie. Tutaj w początkach 1907 uruchomił ochronkę dla 40 dzieci i otrzymał pozwolenie na uruchomienie szkoły początkowej. W tym samym czasie na zakupionej w tym celu posesji, przystąpił do budowy strykowskiego kościoła parafialnego, którą ukończył w listopadzie 1907. Proboszczował w Strykowie do 1923. Po raz drugi był proboszczem strykowskim w latach 1929–1934. Od stycznia 1935 do połowy 1947 był równocześnie proboszczem dwóch parafii w Nowej Sobótce koło Łęczycy i Kadzidłowej. Zmarł w Nowej Sobótce 30 maja 1947. Pochowany został na miejscowym cmentarzu parafialnym.